# Uroczystość liturgiczna
Uroczystość (łac. sollemnitas) – w liturgii rzymskiej świąteczny dzień obchodów, który obok niedzieli należy do głównych dni roku liturgicznego. Uroczystości, w odróżnieniu od wszystkich obchodów niższej rangi (świąt i wspomnień), przenosi się na inny dzień, jeżeli z racji zbiegu różnych okazji nie można ich obejść we właściwym terminie; natomiast wszystkie obchody niższej rangi w danym roku się opuszcza. W tradycyjnej (przedsoborowej) terminologii liturgicznej uroczystościom odpowiadają święta pierwszej klasy (łac. festa I. classis, duplicia I. classis). 
Dzień obchodów uroczystości wyznacza data lub kalendarz liturgiczny (→święta ruchome). 

## Charakterystyka
Obchody uroczystości liturgicznych rozpoczynają się wieczorem dnia poprzedzającego (tzw. I nieszpory lub wigilia). Mają własny formularz mszalny. Część z nich ma odrębny formularz na mszę wigilijną. W liturgii mszalnej uroczystości nie są pomijane żadne elementy, a zatem odmawiane są Gloria (nawet w Wielkim Poście) i Wyznanie wiary.
Uroczystości dzielą się na ogólne (obchodzone w całym Kościele) lub własne (np. uroczystości patrona miasta, kraju lub diecezji), obchodzone lokalnie. 
Obchód największych uroczystości, czyli Wielkanocy i Bożego Narodzenia sprawowany jest przez osiem dni; jest to tzw. oktawa. Każda oktawa rządzi się własnymi prawami. 
Obchody uroczystości mają pierwszeństwo liturgiczne, tzn. obchodzone są bez względu na przypadający dzień. Wyjątek stanowią: Wielki Tydzień, niedziele wielkiego postu i adwentu oraz Popielec. W tych przypadkach uroczystości przenoszone są na dzień następny, chyba że przepisy liturgiczne stanowią co innego. Częstym przypadkiem jest zbieg uroczystości Zwiastowania Pańskiego (25 marca) z Wielkim Tygodniem i oktawą Wielkanocy; wtedy Zwiastowanie obchodzi się w poniedziałek po Niedzieli Przewodniej.
W czasie obchodów uroczystości nie można sprawować mszy okolicznościowych i za zmarłych (żałobnych). Msze pogrzebowe można sprawować za zgodą własnego ordynariusza. Uroczystość natomiast znosi post zwykły.
Kan. 1246 § 1 Kodeksu Prawa Kanonicznego określa uroczystości, których obchód jest obowiązkowy (tzw. święta nakazane). Lista tych uroczystości może zostać zmieniona przez Konferencję Episkopatu danego kraju. Właściwy sposób świętowania polega na uczestnictwie we mszy oraz na powstrzymaniu się od nieobowiązkowej pracy.

## Dni obchodów o randze uroczystości
W ciągu roku liturgicznego w kalendarzu polskim następujące dni mają rangę uroczystości liturgicznej (kursywą wyróżniono uroczystości związane z Polską):
- 1 stycznia – Uroczystość Świętej Bożej Rodzicielki Maryi
- 6 stycznia – Uroczystość Objawienia Pańskiego
- 19 marca – Uroczystość św. Józefa, Oblubieńca Najświętszej Maryi Panny
- 25 marca – Uroczystość Zwiastowania Pańskiego
- marzec/kwiecień – Uroczystość Zmartwychwstania Pańskiego
- pierwsza niedziela po Wielkanocy – Uroczystość Miłosierdzia Bożego
- 23 kwietnia – Uroczystość św. Wojciecha, biskupa i męczennika, głównego Patrona Polski
- 3 maja – Uroczystość Najświętszej Maryi Panny, Królowej Polski, głównej Patronki Polski
- 8 maja – Uroczystość św. Stanisława, biskupa i męczennika, głównego Patrona Polski
- maj/czerwiec – Uroczystość Wniebowstąpienia Pańskiego (40. dzień w okresie wielkanocnym)
- maj/czerwiec – Uroczystość Zesłania Ducha Świętego (50. dzień w okresie wielkanocnym)
- niedziela po Zesłaniu Ducha Świętego – Uroczystość Trójcy Przenajświętszej
- czwartek po uroczystości Najświętszej Trójcy – Uroczystość Najświętszego Ciała i Krwi Chrystusa
- pierwszy piątek po oktawie Bożego Ciała – Uroczystość Najświętszego Serca Pana Jezusa
- 24 czerwca – uroczystość Narodzenia św. Jana Chrzciciela
- 29 czerwca – uroczystość świętych Apostołów Piotra i Pawła
- 15 sierpnia – uroczystość Wniebowzięcia Najświętszej Maryi Panny
- 26 sierpnia – uroczystość Najświętszej Maryi Panny Częstochowskiej
- ostatnia niedziela października – uroczystość rocznicy poświęcenia własnego kościoła (w kościołach, których data poświęcenia nie jest znana)
- 1 listopada – Uroczystość Wszystkich Świętych
- ostatnia niedziela roku liturgicznego (tj. dzień między 20 a 26 listopada) – Uroczystość Jezusa Chrystusa, Króla Wszechświata.[5]
- 8 grudnia – Uroczystość Niepokalanego Poczęcia Najświętszej Maryi Panny
- 25 grudnia – Uroczystość Narodzenia Pańskiego